# Kasper de Roo
Kasper de Roo (Den Haag) is een Nederlands dirigent.

## Opleiding
De Roo studeerde directie en fagot aan het Koninklijk Conservatorium in Den Haag en het Sweelinck Conservatorium in Amsterdam.

## Activiteiten
De Roo maakte zijn debuut als dirigent op uitnodiging van Dennis Russell Davies bij het Cabrillo Music Festival in 1979. Ook daarna zou De Roo met name buiten Nederland actief blijven. 

### Opera
In 1984 werd hij benoemd tot dirigent van de Staatsoper Stuttgart. Hij dirigeerde er onder andere Madama Butterfly, Don Giovanni, Die Zauberflöte, Werther, Fidelio en Iphigenie auf Tauris.
Als gastdirigent was hij actief bij onder andere De Nederlandse Opera, Nationale Reisopera, de Nationale Opera van België in Brussel, de Deutsche Oper Berlin, de Deutsche Oper am Rhein en de Opera van de stad Bonn. Van 1992 tot 1997 was De Roo Musikdirektor van de stad Innsbruck en dirigent van het Tiroler Landestheater.

### Symfonieorkesten
Van 1994 tot 1998 was De Roo chef-dirigent van het National Symphony Orchestra Dublin. Met dit orkest maakte hij tournees naar Engeland, Duitsland, Oostenrijk en Nederland. Hij maakte cd-opnames voor de labels Audivis Montaigne, Marco Polo, WDR en RTE.  
In 1999 richtte hij op het blaasensemble Windkraft Tirol, orkest voor nieuwe muziek.
Hij dirigeerde concerten en opnames met onder andere het Rotterdams Philharmonisch Orkest, deFilharmonie in Antwerpen, het Staatsorchester Stuttgart, het Stuttgarter Kammerorchester, het NDR Sinfonieorchester Hamburg, het SWF-Sinfonieorchester Baden-Baden, het Radio-Sinfonieorchester Saarbrücken, het Radio-Sinfonieorchester Basel, BBC Scottish Symphony Orchestra, de Nationale Philharmonie van Warschau, het Nationaal Symfonieorkest Buenos Aires, het Nederlands Studenten Orkest en het Ensemble Modern. Hij was actief bij het Holland Festival, de Wiener Festwochen, Frankfurter Feste, Steirischer Herbst, Gulbenkian Festival, Edinburgh Festival en het Festival d’Automne in Parijs.

## Prijzen en onderscheidingen
In 1980 won De Roo een prijs bij het Internationale Concours voor jonge dirigenten in Besançon, Frankrijk.